# Berlinka
Berlinka är en motorväg som är tänkt att gå mellan Berlin och Kaliningrad (fd Königsberg, Ostpreussen). Namnet Berlinka är nytt och är en kombination av Berlin och Link dvs sammanlänkning. Det betyder också "kommande från Berlin" på polska. Projektet är däremot gammalt och planerades redan under 1930-talet men har stått stilla under Kalla kriget på grund av att det har saknats både pengar och intresse. Idag är projektet på gång igen.

## Historik
Byggandet av denna motorväg påbörjades redan under 1930-talet och det var meningen att den då viktiga tyska hamnstaden Königsberg (numera Kaliningrad) skulle få en direkt motorvägsförbindelse med Berlin. Projektet leddes av Fritz Todt som var ansvarig för det tyska s.k. Motorvägsministeriet. Projektet hann aldrig slutföras då andra världskriget bröt ut. Vissa delar hann slutföras som till exempel de västligaste delarna närmast Berlin. Sträckan mellan Elbing (numera Elbląg) och dåvarande Königsberg hann bli körbar men endast som "halv motorväg" med en körbana. Efter andra världskriget blev det berörda området uppdelat i olika delar. De västligaste delarna kom att tillhöra Östtyskland och på den sträckan var motorvägen komplett. Den största delen kom sedan att tillhöra Polen men där var sträckorna långt ifrån färdigbyggda. Från gränsen till Szczecin var motorvägen komplett men efter Szczecin var det inte klart. Motorvägen fortsatte en bit öster om Szczecin men blev allt mindre komplett i östligare riktning. En bit längre österut blev det en "halv motorväg" med en körbana och därefter var den inte ens körbar. Vissa delar hade broar som stod mitt i naturen utan att fylla någon funktion. Mellan Elbląg och Kaliningrad var vägen visserligen körbar men underhölls inte och var enbart en halv motorväg med en körbana. Broar på många ställen avslöjade dock att det egentligen var en motorväg. Denna del fick inget som helst underhåll mellan andra världskriget och 1990-talet. Motorvägen fick med tiden ett synnerligen märkligt utseende då den bestod av en betongbana som hade blivit nästan överxuxen av vegetation och som gav ett intryck av att vara en liten smal skogsväg ute på landet men var ändå mycket rak med mjuka svängar och stora broar av motorvägstyp anpassade efter två körbanor. Inte heller i området runt Kaliningrad underhölls den motorvägen eftersom Sovjetunionen senare Ryssland inte prioriterade den vägen. Den ansågs nämligen inte uppfylla någon funktion.

## Nya planer
Idag är situationen för denna motorväg annorlunda. Projektet Berlinka bedrivs idag med hjälp av EU som anser att vägen är av stort intresse. Målet är en motorväg hela vägen mellan Berlin och Kaliningrad. I Polen satsas det på att återuppbygga de delar som har förfallit och det märks bland annat på sträckan mellan Elbląg och gränsen till den ryska enklav där Kaliningrad ligger. Även delarna väster om Elbląg kommer att byggas upp. Motorvägen kommer att gå från Berlin via Szczecin, Gdańsk och Elbląg på sin väg till Kaliningrad. Den del som går inom den ryska enklaven är körbar men i dåligt skick. Den kommer också att ställas i ordning då den polska delen blir färdig. Vissa delar i Polen är redan upprustade. Det kommer att ge Kaliningrad en direkt motorvägsanlutning inte bara med Polen och Tyskland utan med en stor del av Europa. Om man surfar in på Google Maps kan man på mycket tydliga satellitbilder se denna halva motorväg med sina tydligt svepande linjer genom landskapet mellan Elblag och Kaliningrad och där vissa trafikplatser byggts ut med två körfält. Man kan även på Google Maps se fortsättningen på den motorväg som idag löper från Berlin till Szczecin. Först som en fullständig motorväg för att sedan mer och mer försvinna i terrängen. Denna motorväg var tänkt att fortsätta vidare österut och bindas samman med motorvägen som redan hade byggts i det forna Östpreussen mellan Elbing och dåtidens Königsberg. Se länk nedan med karta från 1956 som visar delar av den tänkta men icke färdigbyggda sträckningen. 
Det var denna (exterritoriella) motorväg genom den polska korridoren via dåtidens Danzig, dagens Gdańsk, som Hitler krävde att få bygga och som angavs som skäl att anfalla Polen 1939.